# Aaron Fotheringham
Aaron Fotheringham, né le 8 novembre 1991 à Las Vegas aux États-Unis, est un athlète de fauteuil roulant, ou « rider en fauteuil roulant » qui exécute des tricks adaptés du skateboard et du BMX.
Il est célèbre pour être la première personne à exécuter avec succès un salto arrière (backflip) dans un fauteuil roulant à l'âge de 14 ans. Il exécute d'autres tricks dans son fauteuil roulant comprenant des 180 degrés aerial. Il prévoit de combiner le backflip avec l'aerial 180 appelé flair.

## Biographie
Aaron Fotheringham est atteint de spina bifida ; il a un fauteuil roulant depuis l'âge de trois ans et bien qu'il ait utilisé des béquilles dans un premier temps, il est dans un fauteuil roulant en permanence depuis l'âge de huit ans. Il observait son frère rider sur son BMX au skate park et un jour son frère lui a dit qu'il devrait essayer de rider avec son fauteuil. Aaron dira plus tard : « J'ai essayé, et j'ai accroché ».
Aaron Fotheringham a eu un nouveau fauteuil roulant, de  Colours In Motion's (Modèle:  Boing!) « qui était à quatre roues légères, profilées et suspendues. Celui-ci lui a permis d'exécuter les mêmes types de tricks que les skateboarders et le BMXers peuvent faire, grâce à la suspension qui amortit ses atterrissages. Aaron a plus tard travaillé avec Colourswheelchair pour aider à améliorer leurs conceptions dans des situations réelles, et faire une chaise faite sur mesure qui est selon ses mots "quasiment indestructible".
Il évolue maintenant dans la team des Vegas Am Jam dans un skate park qui voit habituellement s'affronter des riders de BMX. Il s'est placé quatrième dans la division intermédiaire de BMX qui a eu lieu le 26 août 2006 au Sunny Springs Skate Park.
Aaron Fotheringham conseille aux autres qui essayent d'exécuter ces tricks de porter un casque. Il a eu plusieurs blessures en exécutant ces tricks dont un coude fracturé. Il essaye ses nouveaux tricks en atterrissant dans des piscines de mousses. Il essaye ensuite en plaçant une feuille de plexiglas sur la mousse avant d'essayer le nouveau trick sur une rampe de skateboard.
Quand on lui demande ce qu'il pense de ce sport, Aaron Fotheringham répond : « Je ne pense pas à ça comme sport, je pense à ça comme une manière amusante de vivre ma vie ».